# Wanne (Trois-Ponts)

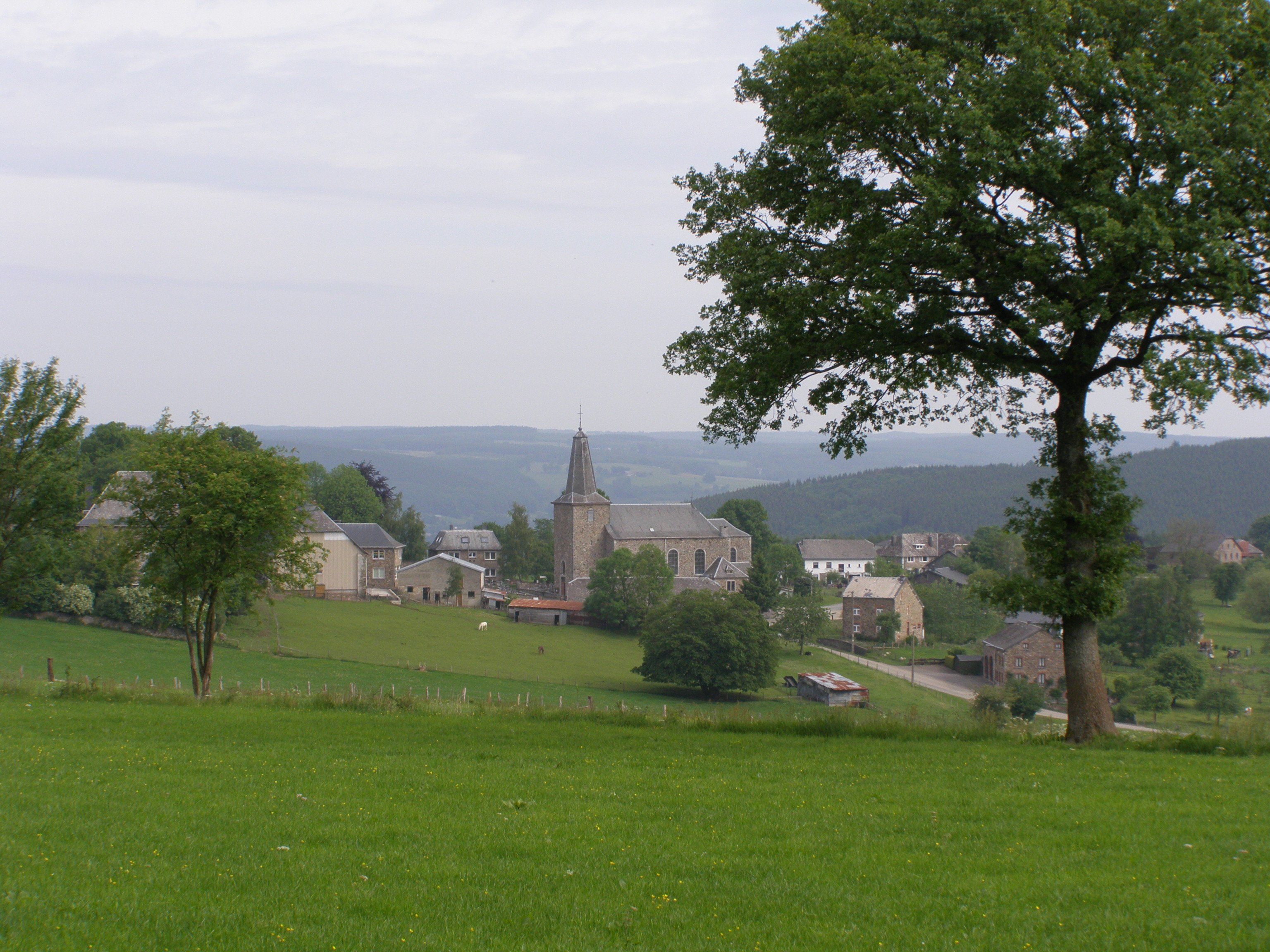
Blick auf Wanne

Wanne ist ein Ort der Gemeinde Trois-Ponts in der Provinz Lüttich in Belgien. Wanne ist durch die N 68 an das belgische Straßennetz angeschlossen.

## Sehenswürdigkeiten
- Châteu de Wanne
- Musée de Wanne
- Ste-Marie-Madeleine